# Odprto prvenstvo Anglije 1980
Odprto prvenstvo Anglije 1980 je teniški turnir za Grand Slam, ki je med 23. junijem in 6. julijem 1980 potekal v Londonu.

## Moški posamično
Björn Borg :  John McEnroe 1-6 7-5 6-3 6-7(16-18) 8-6

## Ženske posamično
Evonne Goolagong Cawley :  Chris Evert Lloyd 6-1 7-6

## Moške dvojice
Peter McNamara /  Paul McNamee :  Robert Lutz /  Stan Smith 7-6(5) 6-3 6-7(4) 6-4

## Ženske dvojice
Kathy Jordan /  Anne Smith :  Rosie Casals /  Wendy Turnbull 4-6 7-5 6-1

## Mešane dvojice
John Austin /  Tracy Austin :  Mark Edmondson /  Dianne Fromholtz 4-6 7-6(6) 6-3